# 琼阿赖区
琼阿赖区 （Chong-Alay，“琼”意为“大”）是吉尔吉斯斯坦西南州份奧什州下辖的一个区。该区治所位于达拉乌提库尔干。该区面积为4,857平方（1,875平方英里）2009年常住人口为25,039人。